# Patrimoni dell'umanità dell'Honduras
I patrimoni dell'umanità dell'Honduras sono i siti dichiarati dall'UNESCO come patrimonio dell'umanità in Honduras, che è divenuto parte contraente della Convenzione sul patrimonio dell'umanità l'8 giugno 1979.
Al 2022 i siti iscritti nella Lista dei patrimoni dell'umanità sono due, mentre quattro sono le candidature per nuove iscrizioni. Il primo, il sito maya di Copán è stato iscritto nella lista nel 1980, durante la quarta sessione del comitato del patrimonio mondiale. Due anni dopo, nella sesta sessione, la Riserva della biosfera del Río Plátano è divenuta il secondo sito honduregno riconosciuto dall'UNESCO. Un sito è considerato culturale, secondo i criteri di selezione, uno naturale. Un sito, la Riserva della biosfera del Río Plátano, è stato iscritto nella Lista dei patrimoni dell'umanità in pericolo dalla XXXV sessione del Comitato per il patrimonio dell'umanità il 22 giugno 2011, su richiesta del governo honduregno, per sensibilizzare e mobilitare la popolazione alla sua conservazione.

## Siti del Patrimonio mondiale
| Foto | Sito                                   | Luogo                                                                          | Tipo                             | Anno | Descrizione |
| ---- | -------------------------------------- | ------------------------------------------------------------------------------ | -------------------------------- | ---- | --- |
|      | Sito maya di Copán                     | Copán Ruinas                                                                   | Culturale (129; iv, vi)          | 1980 | Scoperte nel 1570 da Diego García de Palacio, le rovine di Copán, uno dei siti più importanti della civiltà Maya, non furono scavate fino al XIX secolo. La cittadella in rovina e le imponenti piazze pubbliche rivelano le tre principali fasi di sviluppo prima che la città fosse abbandonata all'inizio del X secolo.     |
|      | Riserva della biosfera del Río Plátano | Dipartimento di Colón, Dipartimento di Gracias a Dios, Dipartimento di Olancho | Naturale (196; vii, viii, ix, x) | 1982 | Situata sullo spartiacque del Río Plátano, la riserva è uno dei pochi resti di foresta pluviale tropicale dell'America centrale e presenta una flora e una fauna abbondanti e varie. Nel suo paesaggio montuoso che degrada verso la costa caraibica, oltre 2000 indigeni hanno conservato il loro stile di vita tradizionale. |

## Siti candidati
| Foto | Sito | Luogo                                                                                  | Tipo                         | Anno       | Descrizione |
| ---- | --- | -------------------------------------------------------------------------------------- | ---------------------------- | ---------- | --- |
|      | Riserva della biosfera del Río Plátano | Dipartimento di Colón, Dipartimento di Gracias a Dios, Dipartimento di Olancho         | Naturale (6383; vii, ix, x)  | 01/02/2019 | La Riserva della biosfera del Río Plátano è stata iscritta nella Lista del Patrimonio mondiale nel 1982 come uno dei siti naturali pionieristici in tutta l'America Latina e i Caraibi. Già al momento dell'iscrizione, era la più grande area protetta del paese che si estendeva su circa 350 000 ettari della Mosquitia honduregna. A livello nazionale, tuttavia, l'area designata è stata da allora sostanzialmente ampliata a circa 630 000 ha con un'ulteriore zona cuscinetto di circa 200 000 ha. A differenza del sito esistente, che comprendeva circa 120 000 ettari di fitta foresta contigua di latifoglie, l'area candidata comprende la stragrande maggioranza del blocco forestale contiguo, circa 210 000 ettari che coincidono con la zona centrale della riserva della biosfera. |
|      | Fortezza di San Fernando de Omoa | Omoa                                                                                   | Culturale (6540; iv)         | 11/06/2021 | La fortezza non è un edificio unico e isolato, ma fa parte del complesso del Recinto fortificato di El Real, la prima fortificazione realizzata a protezione della costruzione della fortezza, dove si trovano i magazzini del re: i forni di calce e mattoni di Milla Tres, un sito di evidente origine coloniale data la progettazione, il materiale di costruzione, la muratura e il fossato asciutto, elemento caratteristico che lo differenzia dalla maggior parte delle altre fortezze delle coste del Mar dei Caraibi. |
|      | Rifugio di El Gigante | Marcala                                                                                | Culturale (6542; iii, iv, v) | 11/06/2021 | Sebbene esistano altre località dell'America centrale che testimoniano il primo insediamento dell'istmo, nessun'altra località mostra così chiaramente come El Gigante il carattere dinamico delle società di cacciatori-raccoglitori e il loro stile di vita adattivo negli altopiani centroamericani e in Mesoamerica in generale durante l'Olocene inferiore e medio. Questo trasforma questa località in un paesaggio organicamente evoluto. |
|      | Città minerarie dell'Honduras centrale e meridionale: Santa Lucía, Cedros, Ojojona-Guazucarán, San Antonio de Oriente, Tegucigalpa, Yuscarán, El Corpus | Cedros, El Corpus, Ojojona, San Antonio de Oriente, Santa Lucía, Tegucigalpa, Yuscarán | Culturale (6543; iv)         | 11/06/2021 | Questa serie di città minerarie è un chiaro esempio della ricchezza mineraria sfruttata dall'epoca coloniale a quella repubblicana. Queste città sono inserite in modo unico nel loro ambiente, generando paesaggi armoniosi e pittoreschi, che grazie alla loro modesta architettura vernacolare, strade di ciottoli, patrimonio religioso e industriale, riflettono i modi di vita associati all'estrazione di minerali, così come le tradizioni orali e espressioni di religiosità popolare profondamente radicate nella popolazione. |